# Leptosiella obscura
Leptosiella obscura är en skalbaggsart som först beskrevs av Hüdepohl 1998.  Leptosiella obscura ingår i släktet Leptosiella och familjen långhorningar. Inga underarter finns listade i Catalogue of Life.